# Station Trykkerud
Station Trykkerud (Noors: Trykkerud holdeplas)  is een station in Trykkerud in de gemeente Midt-Telemark in de fylke Telemark  in  Noorwegen. Het station werd geopend in 1939. 
Trykkerud lag oorspronkelijk aan Tinnosbanen. Het tracé van deze lijn tussen Tinnoset en Notodden werd in 1991 gesloten voor personenvervoer. Vanaf Notodden bleef de lijn als onderdeel van Bratsbergbanen open. 